# Martín Silva
Martín Andrés Silva Leites, né le 25 mars 1983 à Montevideo, est un footballeur international uruguayen évoluant au poste de gardien de but au Club Libertad.

## Biographie

### En club
Martín Silva évolue entre 2003 et 2011 au Defensor Sporting Club avec il remporte deux championnats d'Uruguay, en 2008 et 2009. Il découvrit ensuite le championnat paraguayen en signant au Club Olimpia en 2011. Deux saisons après, il part au Brésil pour signer au  Vasco de Gama avant de retrouver le Paraguay en 2019 avec le Club Libertad. 

### En sélection
Martín Silva joua son premier match avec l'Uruguay le 12 août 2009 lors d'une défaite 1-0 contre l'Algérie en match amical. Silva fut sélectionné pour participer à la Coupe du monde 2010, 2014 et 2018. Il participa également à 4 Copa América : 2011 (dont il remporta le trophée), 2015, 2016 et 2019. 

## Palmarès

### En club
- Champion d'Uruguay (2) : en 2008 et 2009 avec le Defensor SC.

### En sélection
- Vainqueur de la Copa America (1) : en 2011 avec l'Uruguay.